# Camille de Toledo

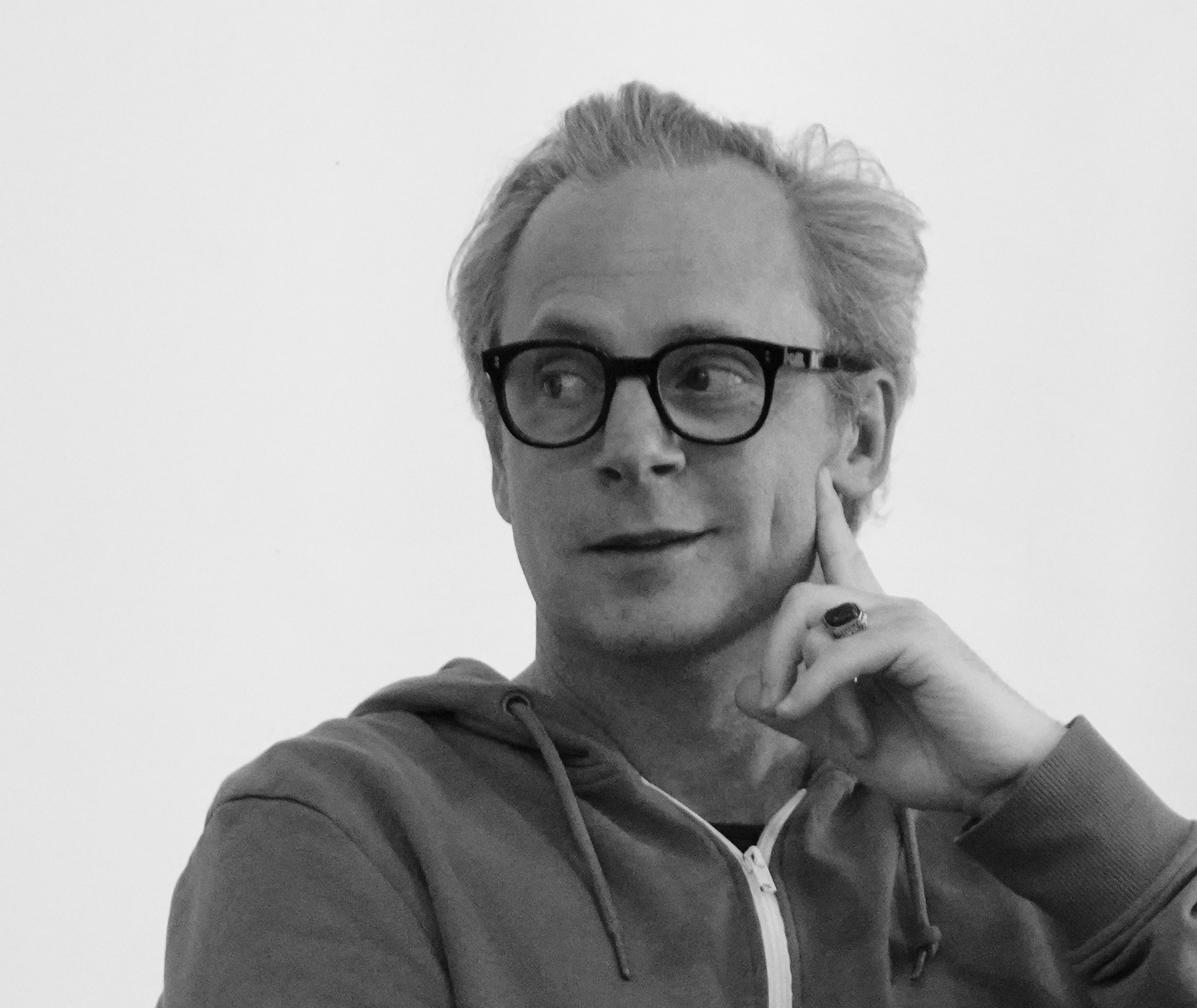
Camille de Toledo, 2023

Camille de Toledo, mit richtigem Namen Alexis Mital (* 25. Juni 1976 in Lyon, Frankreich), ist ein französischer Schriftsteller. Außerdem ist er Videograf, Musiker und Fotograf.

## Leben
Toledo hat in Paris am Institut d’Études Politiques Geschichte und Politikwissenschaft studiert, sowie Rechts- und Literaturwissenschaft an der Universität Paris VII Diderot, wo er bei Dominique Rabaté in vergleichender Literaturwissenschaft eine Promotion zum Motiv des Taumels/Schwindels (vertige) in den Werken von Cervantes, Jorge Luis Borges, Claudio Magris, Edouard Glissant, William Faulkner, Fernando Pessoa, Herman Melville und W. G. Sebald abschloss.
2004 erhielt er das Stipendium der Villa Médicis.
2005 begann Toledo mit dem Schreiben von Strates (Schichten), das als „fiktionale Archäologie“ eingeordnet wird. Von vier für diese Tetralogie vorgesehenen Büchern sind zwei erschienen: L’Inversion de Hieronymus Bosch (dt. Die Inversion von Hieronymus Bosch, Verlag Editions Verticales 2005), das einige Jahre später, im Jahr 2011 unter dem Titel En época de monstruos y catástrofes (dt. In der Epoche der Monster und Katastrophen) als spanische Übersetzung erschien (Ed. Alpha Decay, Übersetzung Juan Asis) und Vies et mort d'un terroriste américain (dt. Leben und Tod eines amerikanischen Terroristen, Editions Verticales, 2007).
Toledo ist zudem Autor von Essays, bei denen verschiedene Schreibarten und Genres ineinanderfließen: Autobiografische Erzählung, Kritik, Flash Fiction, darunter Le Hêtre et le Bouleau (dt. Die Buche und die Birke, 2009) und L’Adieu au 20e siècle (dt. Abschied vom 20. Jahrhundert, 2002). Er veröffentlichte auch 2008 beim französischen Universitätsverlag Puf eine Antwort in Essayform auf das Manifest namens Pour une littérature-monde en français (dt. Für eine französische Weltliteratur), das im März 2007 anlässlich des Festivals Etonnants voyageur von Saint-Malo erschien. Diese Visiter le Flurkistan ou les illusions de la littérature-monde (dt. Besuch im Flurkistan oder die Illusionen der Weltliteratur) betitelte Streitschrift setzt sich für eine philosophisch engagierte Literatur ein, die jedoch von allen direkt objektivistischen, naturalistischen oder realistischen Zwängen befreit ist, und fundamental eher unter die künstliche Archäologie fällt, als unter die „echte“ und „authentische“ Reiseerfahrung. Seine Werke werden in Spanien, Italien, Deutschland und in den Vereinigten Staaten übersetzt. Toledo liefert regelmäßig Beiträge zur Philosophie-, Kunst- und Literaturzeitschrift Pylône.
Im Frühjahr 2008 gründete er gemeinsam mit Maren Sell die Société européenne des auteurs (SEA, Europäische Autorengesellschaft), um eine Kultur der Übersetzungen, und über alle sprachlichen Grenzen hinweg, zu fördern. Mit diesem Netzwerk, das von Autoren und Intellektuellen wie Bruno Latour, Hélène Cixous, Juan Goytisolo und Mathias Énard unterstützt wird, entwickelt Toledo eine „Poetik der Zwischensprachlichkeit“ (poétique de l'entre-des-langues), der „Übersetzung als Sprache“, mit dem Ziel, das „literarische und politische Feld zu ent-nationalisieren“. Er gründete die Plattform für kollaboratives Übersetzen glaub.org, sowie das Projekt Finnegans List.
Im März 2011 erschien sein fragmentarischer Roman Vies pøtentielles (dt. „Potentielle Lebensläufe“) beim Verlag Seuil. Dabei handelt es sich laut Dominique Rabaté um einen biografischen und literarischen Wendepunkt.
Anfang 2012 wurde L'Inquiétude d'être au monde beim Verlag Editions Verdier veröffentlicht. Dabei handelt es sich um ein langes Gedicht, eine Art Gesang, in dem der Autor dem Zustand Europas zu Beginn des 21. Jahrhunderts nachspürt, und reflexiv-poetisch die mögliche Bedeutung eines „schwarzen Mythos“ thematisiert, dem Massaker von Utøya.
Im März 2013 verfasste er das Libretto und erstellte im Salle Pleyel die Videos der von Grégoire Hetzel komponierten Oper La Chute de Fukuyama (dt. Der Fall von Fukuyama) über die Attentate vom 11. September 2001.
2014 setzte Toledo das Projekt Mittel-Europa um, das aus „Narrationen in der Kunst“ besteht, und über ein Jahr in der Halle 14 der Leipziger Spinnerei in sich wandelnden Formen zu sehen war. Hier entwickelte er ein plastisches und materielles Schreiben, eine Fortführung seines literarischen Schreibens im Rahmen eines Ausstellungsraums. So zeigt Toledo im März 2015 die Ausstellungen Die potentielle Ausstellung, im April–Mai eine Reflexion über die Gewalt und die Geschichte, History Reloaded, und schließlich eine Arbeit über die Beziehungen zwischen Utopie und Dystopie, Europa-Eutopia.
2019 gründete er, gemeinsam mit dem Pôle Art et Urbanisme (Polau), in Tours, eine neue „potentielle Institution“: die Auditions du parlement de Loire. Ziel war es, mit führenden Intellektuellen eine Reflexion darüber anzuregen, wie sich natürliche und geografische Gegebenheiten wie Flüsse, Meere und ganze Ökosysteme der Status einer juristischen Person verleihen bzw. zuerkennen lässt und wie sich Institutionen der Gerechtigkeit zwischen verschiedenen Spezies etablieren ließen. Als assoziiertes Mitglied (2023–2025) des Institut d’études avancées de Nantes setzt Camille de Toledo seine Arbeit über die Rechte der Natur und die juristische Personalisierung der Ökosysteme fort. Dies geschieht im Rahmen des Projekts „Vers une internationale des rivières et autres éléments de la nature...“ (Auf dem Weg zu einer Internationalen von Flüssen und anderen Elementen der Natur...), einer Zusammenarbeit des Instituts mit Lieu Unique und Notre affaire à tous. Der Ansatz des Projekts beruht auf der transformativen Kraft von Erzählungen, die Camille de Toledo insbesondere in seinem Buch Une histoire du vertige untersucht hat.
Gemeinsam mit der École urbaine de Lyon, der Association Arty Party und der fête du livre de Bron hat Toledo im Rahmen einer Residenz von Januar bis Juni 2020 außerdem eine Reihe kuratiert und moderiert, die sich dem Begriff der „Ermittlung“ oder der „Untersuchung“ (enquête) in der Kunst, der Literatur und den Kultur- und Sozialwissenschaften widmet: Enquêter, enquêter, mais pour élucider quel crime? Er unterrichtet im Atelier des écritures contemporaines der ENSAV (La Cambre) in Brüssel.
2020 veröffentlichte Toledo mit Thésée, sa vie nouvelle seinen siebten Roman, der im Jahr seiner Veröffentlichung auf die Shortlists des Prix Goncourt und Prix Décembre gelangte und 2021 mit dem Franz-Hessel-Preis ausgezeichnet wurde. Das Werk ist autobiografisch geprägt und erzählt vom Titelhelden, der mit seinen Kindern einen Zug nach Berlin besteigt, um dort ein neues Leben zu beginnen und der Erinnerung an seine Familie zu entfliehen. Doch dieser Versuch misslingt und die Vergangenheit holt ihn schnell wieder ein. Diese manifestiert sich durch Schmerzen in Thésées gesamtem Körper, die ihn lähmen. Daraufhin beschließt er, sich der Vergangenheit zu stellen, durchstöbert archivierte Fotografien seiner Familie und alte Briefe seiner Vorfahren, die ihn auf die Spur einer verdrängten Familiengeschichte stoßen lassen. Auch beginnt er zu meditieren und das Atmen neu zu erlernen. Verfasst in der ersten, manchmal in der dritten Person, fügte Toledo dem Werk Gedichte und Fotografien bei. Der Text ist u. a. geprägt von Kursivschrift, Satzanfängen ohne Großbuchstaben oder unregelmäßigen Zeilenabständen. Thésée, sa vie nouvelle, erschienen im Verlag Verdier, verkaufte sich bis Ende November 2020 6000 Mal.

## Privatsphäre
Toledo ist der Sohn der Journalistin Christine Mital und des Filmproduzenten Gérard Mital. Sein Großvater mütterlicherseits ist Antoine Riboud, Gründer des Danone-Konzerns.
Toledo ist mit der französisch-tunesischen Historikerin Leyla Dakhli verheiratet, die für das CNRS am Centre Marc Bloch in Berlin forscht. Seine jüdisch-spanische Großmutter Marguerite de Toledo ist die Schwester von Jean de Toledo, ein Genfer Politiker. Seine Cousine Françoise Wilhelmi de Toledo ist Ärztin und bekannte Spezialistin für Heilfasten, sein Cousin Alain de Toledo hat sich für ein Mahnmal für die aus Frankreich deportierten sephardisch-spanischen Juden eingesetzt. Die Wiege seiner Familie liegt in der Schweiz in Genf. Der Suizid seines Bruders Jérôme in Paris am 1. März 2005 hat ihn fortan stark geprägt.
Er lebt heute in Berlin und ist Vater von drei Kindern.

## Veröffentlichungen

### Essays – Erzählungen
- Archimondain Jolipunk ; confessions d'un jeune homme à contretemps, Calmann-Lévy, 2002 (Dt. Ausgabe: Goodbye Tristesse – Bekenntnisse eines unbequemen Zeitgenossen, Tropen-Verlag, 2005)
- Visiter le Flurkistan ou les illusions de la littérature-monde, PUF, 2008
- Le hêtre et le bouleau. Essai sur la tristesse européenne, Verlag Le Seuil, Kollektion "La Librairie du XXIe siècle", 2009
- Les potentiels du temps, Art & Politique, avec Aliocha Imhoff et Kantuta Quiros, Manuella éditions, 2016
- Le fleuve qui voulait écrire : Les auditions du parlement de Loire, Manuella Editions-LLL Les liens qui libèrent, 2021
- Une histoire du vertige, Verdier, 2023

### Romane
- L'Inversion de Hieronymus Bosch, Verlag Verticales, 2005 (En época de monstruos y catástrofes, Alpha Decay17, 2012)
- Vies et mort d'un terroriste américain, Verlag Verticales, 2007
- Vies pøtentielles, Flash Fiction, Verlag Le Seuil, "La Librairie du XXIe siècle", 2011
- Oublier, trahir, puis disparaître, Verlag Le Seuil, Kollektion "La Librairie du XXIe siècle", 2014

- Le livre de la faim et de la soif, Gallimard, 2017
- Herzl, une histoire européenne, Ed. Denoël Graphics, 2018
- Le Fantôme d'Odessa, mit Alexander Pavlenko, Denoël, 2021
- Thésée, sa vie nouvelle, Ed. Verdier, 2020

### Sammlung – Lieder – Poesie
- L’Inquiétude d’être au monde, Verlag Verdier, Kollektion Chaoïd, Januar 2012
- Die Unruhe über das In-der-Welt-Sein, in: Lettre International 107, Winter 2014 (Auszug)

### Libretto
- La Chute de Fukuyama, mit Musik von Grégoire Hetzel, im März 2013 in Paris erstellt.

### Filmografie
- 2001: Tango de l’oubli, Produktion Whoopy Movies, Offizielle Auswahl der Filmfestspiele von Cannes, des New York Film Festivals,  des Internationalen Filmfestivals in Mar del Plata
- 2001: Une journée dans la vie d’un pneu: chronique de la mondialisation, CAPA/CANAL, Dokumentarfilm
- 2001: Globalement contre, CAPA/CANAL, Dokumentarfilm
- 2003: Gêne-s-ration, 52 Minuten, Arte, dokumentarischer Einblick
- 2003: Racontez-nous, Anna, 70 Minuten, Experimentalvideo
- 2003: The story of my brother, 26 Minuten, Video aus der Serie Video-poème
- 2006: Running Always, 10 Minuten, Video aus der Serie Cinéma pauvre
- 2007: Vince, 26 ans, 10 Minuten, Video aus der Serie Cinéma pauvre
- 2011: What will happen to silence, 8 Minuten, Video aus der Serie  Hantologies
- 2011: How many pages, 5 Minuten, Video aus der Serie Hantologies